# Windhaager Portiunkulakirche

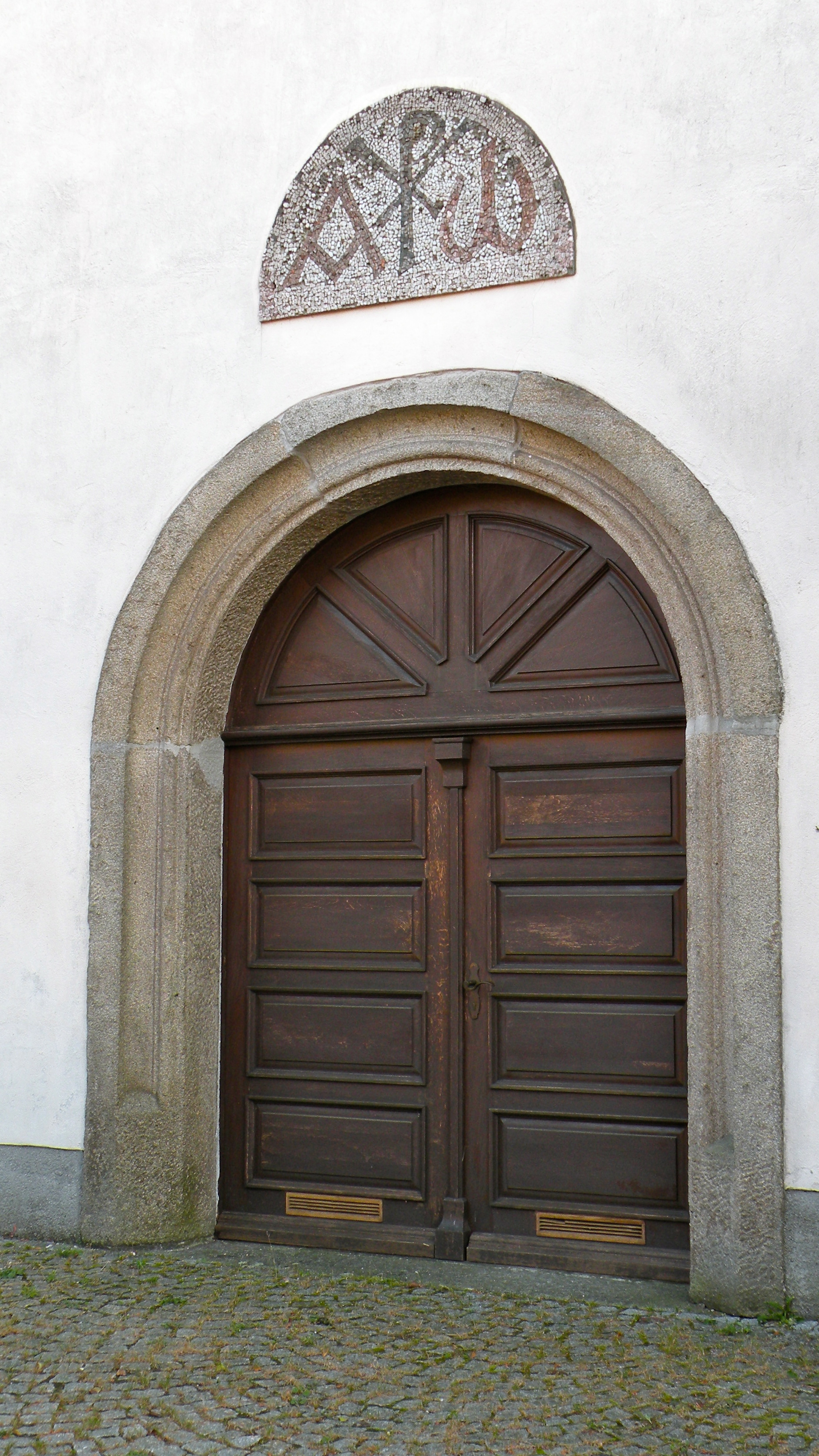
Portal der früheren Portiunkulakirche, die heute als Aufbahrungshalle dient

Die Windhaager Portiunkulakirche war von 1651 bis 1782 ein römisch-katholisches Gotteshaus in Windhaag bei Perg im Bezirk Perg in Oberösterreich, das heute als Aufbahrungshalle der Gemeinde dient.

## Errichtung
Das nach Plänen der Kapuziner Franz von Padua und P. Jovita gebaute Kirchlein ist der Portiuncula nachempfunden, einer von dem hl. Franziskus von Assisi wiederaufgebauten Kapelle in Assisi. Die Portiunkulakirche wurde 1651 nach einer Wallfahrt nach Assisi im Auftrag von Joachim Enzmilner errichtet und war später Teil des Dominikanerinnenklosters Windhaag. Bis ins 18. Jahrhundert war die Kirche am 2. August eines jeden Jahres für vier- bis fünftausend Gläubige Mittelpunkt des jährlichen Erwerbs des Portiunkula-Ablasses. Die Feier der Gottesdienste in der Kirche gehörte zu den Aufgaben der Dominikaner des nahegelegenen Klosters Münzbach.

## Bauwerk
Das Gebäude befindet sich südlich der erst später errichteten Kloster- und Pfarrkirche von Windhaag, ist Nord-Süd ausgerichtet und soll innerhalb von drei Monaten errichtet worden sein. Die ehemalige Kirche ist 6,6 Meter breit, 18,7 Meter lang und hat eine Firsthöhe von 12 Metern. Die Mauern sind 1 Meter dick. Altar- und Seitenwände haben mächtige Nischen. Die dort untergebrachte Figur des heiligen Nepomuk stammt vom Ende des 18. Jahrhunderts.

## Heutige Nutzung
Im Zuge des Josephinismus wurde das Gebäude profaniert. Seit 1983 wird das im Besitz der Gemeinde Windhaag befindliche, an den Windhaager Pfarrhof angebaute ehemalige Kirchengebäude als Aufbahrungshalle genutzt. Das Gebäude zählt zu den Station des Enzmilner Kulturwanderweges.